# Энел, Чарльз Фрэнсис
Чарльз Фрэнсис Энел (англ. Charles Francis Haanel; 22 мая 1866 — 27 ноября 1949)) — американский предприниматель и писатель. Внёс вклад в развитие движения «Новое мышление», написав книгу «Система „Мастер-ключ“».

## Личная жизнь и деловая карьера
Семья Энела имела шведские корни, однако жила в Сицилии, Пруссии до того как эмигрировала в Канаду, а оттуда уже в США.
В St. Louis: History of the Fourth City, автор Уолтер Стивенс писал что «Чарльз Энел родился в Энн-Арборе (штат Мичиган), сын Хьюго и Эмелин (Фокс) Энел.» Он был четвёртым из шестерых ребёнком в семье. Согласно Стивенсу «Семья переехала в Сент-Луис (штат Миссури) когда Чарльз был еще ребёнком. Его первая работа была в качестве курьера в National Enameling & Stamping Company в Сент-Луисе, и он проработал на эту фирму с переменной производительностью в течение пятнадцати лет прежде чем нашел свой путь в жизни в качестве писателя и бизнесмена.»
В 1885 он женился на Истер Смит. У них был один сын и две дочери. В 1891 его жена умерла. В 1908 он женился второй раз. Его супругой стала Маргарет Николсон из Сент-Луиса, чей отец был У. Николсон.
Он был членом Республиканской партии, масоном и членом древнего арабского ордена присоединенным к St. Louis Keystone Lodge No.243, (A.F. & A.M.), а также поддерживал Миссурийский Атлетический клуб. Он был членом Pi Gamma Mu, членом совета колледжа Ордена розенкрейцеров, членом американской ассоциации гипнотизеров (American Suggestive Therapeutical) и членом научной лиги Америки. В течение своей жизни Энел заработал и получил несколько почётных академических степеней, включая hon. Ph.D., College National Electronic Institute; Metaphysics, Psy. D., College of Divine Metaphysics; and M.D., Universal College of Dupleix, Индия.
Энел умер в возрасте 83 лет 27 ноября 1949. Его прах похоронили в Сент-Луисе.

## Влияние на других авторов
В 1919 Наполеон Хилл написал Энелу благодарное письмо за его Систему «Мастер-ключ». В письме Хилл утверждал что «Мой нынешний успех и тот успех в моей работе в качестве президента Института Наполеона Хилла всецело сопряжен с законами приводимыми в Системе „Мастер-ключ“».
Эта же книга стала основным источником Ронды Берн при написании книги «Тайна» и её одноимённой экранизации.

### Переводы на русский язык
- Энел Ч. Система «Мастер-ключ»: как получать от жизни всё, что вы хотите / пер. с англ. Д. Костиной. — М.: София, 2007. — 283 с. — (Сила мысли) ISBN 5-91250-054-3
- Энел Ч. Ментальная химия: наука исполнения желаний / пер. с англ. Н. Лебедевой. — М.: София, 2009. — 255 с. (Секрет успеха) ISBN 978-5-91250-992-6